# Бребени (Марамуреш)
Бребени (рум. Brebeni) насеље је у Румунији у округу Марамуреш у општини Чернешти. Oпштина се налази на надморској висини од 325 m.

## Становништво
Према подацима из 2002. године у насељу је живело 233 становника, од којих су сви румунске националности.